# Eucharassus bicolor
Eucharassus bicolor är en skalbaggsart som beskrevs av Julius Melzer 1934. Eucharassus bicolor ingår i släktet Eucharassus och familjen långhorningar.
Artens utbredningsområde är:
- Costa Rica.
- Panama.

Inga underarter finns listade i Catalogue of Life.